# Anton Szantyr
Anton Igoriewicz Szantyr (ros. Антон Игоревич Шантырь, ur. 25 kwietnia 1974 w Budapeszcie) – rosyjski kolarz torowy i szosowy, wicemistrz olimpijski.

## Kariera
Największy sukces w karierze Anton Szantyr osiągnął w 1996 roku, kiedy wspólnie z Nikołajem Kuzniecowem, Aleksiejem Markowem i Eduardem Gricunem zdobył srebrny medal w drużynowym wyścigu na dochodzenie na igrzyskach olimpijskich w Atlancie. Był to jedyny medal wywalczony przez Szantyra na międzynarodowej imprezie tej rangi. W tej samej konkurencji zdobył także złote medale na mistrzostwach świata juniorów w 1991 i 1992 roku. Wziął także udział w igrzyskach olimpijskich w Sydney w 2000 roku, gdzie rywalizację w madisonie zakończył na czternastej pozycji. Poza tym w 1997 roku wygrał Sachsen-Tour, a w 2001 roku wyścig Lubeka-Schwerin-Lubeka. Nigdy nie zdobył medalu na szosowych ani torowych mistrzostwach świata.